# Nhím gai
Nhím gai, tên khoa học Erinaceinae, là các loài thuộc phân họ Erinaceidae (Nhím chuột), trong họ Erinaceomorpha. Có khoảng 17 loài nhím gai được chia thành 5 chi, 4 trong số đó phân bố tại châu Âu, châu Á, châu Phi và New Zealand. Không tồn tại nhím gai bản địa tại Úc, cũng như châu Mỹ. Nhím gai có họ hàng xa với chuột chù (họ Soricidae), với loài Nhím chuột không gai (gymnure) có thể là loài trung gian, chúng có ít nhiều thay đổi sau hơn 15 triệu năm. Cũng như nhiều loài thú đầu tiên khác, chúng thích nghi với đời sống về đêm, và ăn côn trùng là chủ yếu. Gai của nhím gai cũng có tác dụng bảo vệ tương tự như của loài nhím lông (thuộc Bộ Gặm nhấm, còn nhím gai thuộc Bộ Chuột voi, 2 loài này không có họ hàng với nhau) và thú lông nhím.
Tên nhím gai trong tiếng Anh là hedgehog xuất hiện kể từ năm 1450, xuất phát từ một từ tiếng Anh thời trung cổ heyghoge, với heyg, hegge (có nghĩa là "rào chắn"), bởi vì chúng thường hay quanh quẩn gần hàng rào, và từ hoge, hogge (có nghĩa là "heo"), từ chiếc mũi giống như heo của chúng. Một vài tên khác của nhím gai phải kể đến urchin, hedgepig và furze-pig.